# Benjamin F. Shively

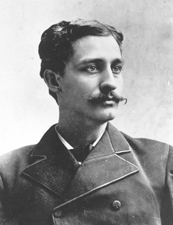
Benjamin F. Shively

Benjamin Franklin Shively (* 20. März 1857 bei Osceola, Indiana; † 14. März 1916 in Washington, D.C.) war ein US-amerikanischer Politiker, der den Bundesstaat Indiana in beiden Kammern des Kongresses vertrat.
Nach dem Besuch der öffentlichen Schulen und der Northern Indiana Normal School in Valparaiso arbeitete Benjamin Shively zunächst von 1874 bis 1880 und danach bis 1884 als Journalist. Überdies wurde er 1883 Sekretär der National Anti-Monopoly Association. Aus dieser Organisation ging wenig später die Anti-Monopoly Party hervor. Als Vertreter dieser kurzlebigen Partei, die sich für Ziele wie die Direktwahl von Senatoren, eine progressive Einkommensteuer und eine Anti-Trust-Gesetzgebung starkmachte, zog Shively am 1. Dezember 1884 ins Repräsentantenhaus der Vereinigten Staaten ein. Dort beendete er im 13. Wahlbezirk die noch bis zum 3. März 1885 laufende Amtszeit des zurückgetretenen Republikaners William H. Calkins.
In der Folge studierte Shively Jura an der University of Michigan. Er machte 1886 seinen Abschluss, wurde in die Anwaltskammer aufgenommen und begann in South Bend zu praktizieren. Am 4. März 1887 kehrte er ins Repräsentantenhaus in Washington zurück; inzwischen war er zu den Demokraten gewechselt. Nach zweimaliger Wiederwahl hatte er sein Mandat bis zum 3. März 1893 inne, ehe er nicht mehr kandidierte und wieder als Anwalt arbeitete. 1896 bewarb er sich um das Amt des Gouverneurs von Indiana, unterlag aber dem Republikaner James A. Mount. Ein weiterer Anlauf zur Wahl ins Repräsentantenhaus schlug 1906 fehl; dafür gelang ihm 1909 der Einzug in den US-Senat, wo er nach der Wiederwahl im Jahr 1914 bis zu seinem Tod am 14. März 1916 verblieb. Im Senat stand er zeitweise dem Committee on Pacific Railroads vor.